# 癥瘕
妇女胞中结块，伴有或痛或胀或满或出血者，称为癥瘕。癥者，坚硬不移，痛有定处；瘕者，推之可移，痛无定处。大抵癥属血病，瘕属气病。但气血密切相关，癥瘕亦难分割，故统称为癥瘕。
西医所称的女性生殖器官肿瘤，属于癥瘕。此外，子宫内膜异位症所致的肿块、陈旧性宫外孕包块以及炎症性包块，均属中医癥瘕范围。肿瘤有良性与恶性之别，以子宫及卵巢的肿瘤为多见。

## 外部連結
- 癥瘕 中藥方劑圖像數據庫 (香港浸會大學中醫藥學院) （中文）（英文）